# Лексикон Народноослободилачког рата
Лексикон Народноослободилачког рата и револуције у Југославији 1941—1945. је књига енциклопедијског типа у којој се налази попис око 3.500 појмова и личности везаних за Народноослободилачки рат народа Југославије, као и општих појмова везаних за Други светски рат. Ова књига изадата је 1980. године у тиражу од 23.000 примерака.
Књигу су издали удружени издавачи „Народна књига“, из Београда и „Партизанска књига“, из Љубљане поводом четрдесетегодишњице почетка Народноослободилачког рата. Штампање књиге извршио Београдски издавачки графички завод (БИГЗ).
Покретање рада на изради овог лексикона и утврђивању општих питања садржаја, као и критеријума за избор личности чије су биографије ушле у публикацију имали су - Савезни одбор СУБНОР-а Југославије, одбори републичких и покрајинских СУБНОР-а и Комсија за историју СКЈ. Посебан допринос на ставрању лексикона да је и Институт за савремену историју из Београда, а за његову израду је био образован и посебан Издавачки одбор од представника свих покрајина, република и институција Федерације.
Лексикон је издат у два тома. Први том има 625 страница и обрађује појмове од слова А до слова Љ, док други том има 629 страница и обрађује појмове од слова М до слова Ж.

## Издавачки одбор
Чланови Издавачког одбора Лексинкона Народноослободилачког рата су били:
- Михаило Апостолски, генерал-пуковник и председник Македонске академије наука и уметности, народни херој
- Петар Брајовић, генерал-пуковник и члан Савета федерације, народни херој
- др Александар Грличков, члан Председништва Централног комитета СКЈ
- Иван Кукоч, генерал-пуковник и потпредседник Скупштине СФРЈ
- Данило Лекић, генерал-пуковник и члан Савета федерације, народни херој
- др Јован Марјановић, професор Универзитета у Београду, председник Редакционог одбора
- Милија Радовановић, председник Комисије Председништва ЦК СК Србије за историју СК Србије, члан Савета федерације
- Ида Сабо, члан Председништва СР Србије
- Мика Шпиљак, члан Председништва Већа Савеза синдиката Југославије, народни херој
- Војо Тодоровић, генерал-пуковник и члан Савета федерације
- Олга Випотник, сарадник Марксиситичког центра ЦК СК Словеније
- Азем Власи, секретар Конференције Социјалистичког савеза радног народа Косова

## Редакциони одбор
Чланови Редакционог одбора Лексикона Народноослободилачког рата су били:
- др Јован Марјановић, професор Универзитета у Београду, председник Редакционог одбора
- Снежана Митровић, уредник „Партизанске књиге“, Београд
- др Душан Биланџић, професор Свеучилишта у Загребу
- Данило Булајић, публициста
- др Перо Дамјановић, директор Института за савремену историју, Београд
- др Али Хадри, професор Универзитета у Приштини, члан Академије наука и уметности Косова
- др Владо Ивановски, научни саветник Института за националну историју, Скопље
- др Петар Качавенда, виши научни сарадник Института за савремену историју, Београд
- Здравко Клањшчек, пуковник, виши научни сарадник Војноисторијског института
- др Јосип Мирнић, професор Универзитета у Новом Саду, члан Војвођанске академија наука и уметности
- Перо Морача, научни саветник Института за савремену историју, Београд
- Видак Перић, директор „Народне књиге“, Београд
- др Душан Живковић, научни саветник за савремену историју, Београд

## Аутори текстова
Неки од аутора текстова у Лексинкону Народноослободилачког рата су били:
- Михаило Апостолски, генерал-пуковник и председник Македонске академије наука и уметности, народни херој
- Милан Андрић, професор, резервни потпуковник и војни историчар
- Вилма Беблер-Приковић, виши кустос Музеја револуције народа и народности Југославије
- мр Милица Бодрожић, виши кустос Музеја револуције народа и народности Југославије
- др Милан Борковић, научни саветник Института за историју радничког покрета Србије
- Франчек Боханец, професор и публициста
- мр Љубомир Бошњак, мајор, научни саветник Војноисторијског инситута

## Рецензенти
Рецензенти Лексинкона Народноослободилачког рата су били:
- др Смиља Аврамов, професор Правног факултета у Београду
- др Милан Борковић, научни саветник Института за историју радничког покрета Србије
- др Владимир Брезовски, научни саветник Института за националну историју, Скопље
- др Али Хадри, професор Универзитета у Приштини, члан Академије наука и уметности Косова
- др Ђорђе Кнежевић, професор Филозофског факултета у Београду
- др Зоран Лакић, виши научни сарадник
- др Владимир Милановић, професор Универзитета у Београду
- др Јосип Мирнић, професор Универзитета у Новом Саду, члан Војвођанске академија наука и уметности
- др Драго Николић, генерал-потпуковник
- мр Милан Матић, стручни сарадник Института за савремену историју, Београд
- др Петар Качавенда, виши научни сарадник Института за савремену историју, Београд
- Здравко Клањшчек, пуковник, виши научни сарадник Војноисторијског института
- др Миле Тодоровски, научни саветник Института за националну историју, Скопље
- мр Јован Вујошевић, пуковник, виши научни сарадник Војноисторијског института